# Olaf Hilmer
Olaf Hilmer (* 17. Februar 1972 in Veerßen) ist ein deutscher Politiker (AfD). Er zog über Platz 11 der Landesliste der AfD Niedersachsen in den 21. Deutschen Bundestag ein.

## Leben
1988 machte er seinen Realschulabschluss. 1992 schloss er seine Berufsausbildung zum Landmaschinenmechaniker ab. Von 1992 bis 2004 war er Unteroffizier bei der Bundeswehr. 1994 machte er eine Umschulung zum Bürokaufmann. 1998 machte er eine Weiterbildung zum Fachkaufmann für Organisation und 2002 ein Kompaktstudium Logistik an der deutschen Logistikakademie. Eine Weiterbildung, die nicht mit einem Hochschulstudium gleichzusetzen ist.

### Politik
Hilmer ist seit November 2022 Mitglied der AfD im Kreisverband Uelzen und seit März 2023 Mitglied im Vorstand als Kreisschatzmeister.